# پیمتیکسن
پیمتیکسن(به انگلیسی: Pimethixene) یک آنتی‌هیستامین و آنتی‌کولینرژیک از طبقه شیمیایی تیوزانتن‌ها است که اغلب برای درمان بیش فعالی، اضطراب، اختلالات خواب و آلرژی استفاده می‌شود. همچنین از این ماده برای بیهوشی و به عنوان یک گشاد کننده برونش (برای گشاد شدن نایژه‌ها و نایژک‌ها به منظور جریان بیشتر هوا) استفاده می‌شود.